# Friedrich Nicolaus Bruhns
Friedrich Nicolaus Bruhns, ook wel: Nikolaus, (Lollfuß voor Schleswig, 11 februari 1637 — Hamburg, 13 maart 1718) was een componist van barokmuziek.
Friedrich Nicolaus stamt af van een muzikantenfamilie uit Sleeswijk-Holstein, waaruit ook de neef Nicolaus Bruhns voortkwam. In 1682 werd hij directeur van de 'Hamburger Ratsmusik'; vanaf 1687 was hij als canonicus minor cantor aan de Mariendom in Hamburg.
Van Friedrich Nicolaus Bruhns zijn een Marcuspassie (1702) en een Johannespassie (1706) overgeleverd, die vroeger aan Reinhard Keiser werden toegeschreven. Verder zijn elf solocantaten met continuo en begeleiding van twee violen uit de jaren 1706 tot 1712 alsook 1715 tot 1718 bewaard gebleven.
- Gemeinsame Normdatei: 133872866
- Virtual International Authority File: 28273932
- WorldCat: E39PBJjMDrxjcBBgpHtbkYYHG3